# François Rouxel de Médavy (évêque de Lisieux)
François Rouxel de Médavy  (né à Médavy le 23 juin 1577 et mort à Rouen le 8 août 1617) est un homme d'Église qui fut évêque de Lisieux non consacré de 1599 à 1617.

## Biographie
François Rouxel de Médavy est le fils de Jacques (II) Rouxel († 1607), seigneur de Médavy près de Séez, d'Occagne, gouverneur d'Argentan, lieutenant-général du duc d'Alencon et de son épouse Perette Fouques († 1611). Il est l'oncle de Jacques Rouxel de Grancey, futur maréchal de France et de son homonyme François Rouxel de Médavy, évêque de Séez puis archevêque de Rouen.
Destiné à l'Église, il devient abbé commendataire de l'abbaye de Cormeilles au diocèse de Lisieux et de l'abbaye de Saint-André-de-Gouffern au diocèse de Séez. Après la démission de l'évêque de Lisieux Anne de Pérusse des Cars dit le cardinal de Givry, il obtient le siège par le bon vouloir du Maréchal de Fervaques, qui était le beau-père de son frère ainé Pierre Ier Rouxel († 1617) époux de Charlotte de Hautemer de Fervaques († 1633) et qui gouvernait la région comme un véritable « proconsul » ayant même usurpé le palais épiscopal de Lisieux afin d'y établir sa résidence.
Bien que confirmé par le pape Clément VIII le 17 mars 1599, le nouvel évêque ne peut prendre possession de son siège uniquement par procuration que le 25 mars 1600 et il ne visite son diocèse que dix ans plus tard le 17 décembre 1610. La vieillesse du Maréchal qui meurt en novembre 1613 lui permet enfin d'exercer pleinement sa fonction. Cette année-là ils établissent les Capucins à Lisieux. L'évêque  participe, l'année suivante, aux États généraux de 1614. En 1616, il entre en conflit avec son chapitre de chanoines qui demande au Parlement de Rouen de l'ajourner. Il meurt à Rouen, dans l'Hôtel de Lisieux, le 8 août 1617 et son corps est transporté à Médavy où il est inhumé. Ses deux abbayes en commende passent à son neveu et homonyme